# 雷子質
雷子質（1494年—？），字仲華，陝西西安府同州朝邑縣人，軍籍，明朝政治人物。

## 生平
正德五年（1510年）庚午科陝西鄉試第十三名舉人。正德十六年（1521年）中式辛巳科會試第二百九十五名，登第三甲第一百八十九名進士。官知縣。著有《靈陂詩草》一卷。

## 家族
曾祖雷敬；祖父雷顯；父雷東。嫡母王氏；生母甯氏。具庆下。